# Sebekai
Sebekai (fl. XVII secolo a.C.) è stato un sovrano egizio inserito nella XIII dinastia.
La conoscenza di questo sovrano, il cui nome non compare in alcuna delle liste reali, deriva dal ritrovamento di una bacchetta d'avorio conservata presso il Museo Egizio del Cairo.
| s | D58 | kA | i | i |

| s | D58 | kA | i | i |

| s | D58 | kA | i | i |

| s | D58 | kA | i | i |

s b k3 i - Sebekai
Secondo l'egittologo Jürgen von Beckerath Sebekai potrebbe essere un'alterazione del nome Sobekhotep usato da numerosi sovani di questo periodo storico mentre secondo altri (S. Quirke) potrebbe essere in relazione con il nome Sedjefakara (forse Amenemhat VII).

## Cronologia
| Periodo                    | Dinastia      | periodo di regno                             |
| Secondo periodo intermedio | XIII dinastia | tra il 1660 a.C. ed il 1630 a.C. (± 50 anni) |

| Dinastie contemporanee | Capitale |
| XIV                    | varie    |
| XV                     | Avaris   |
| XVI                    | varie    |